# Ligny-lès-Aire
Ligny-lès-Aire is een gemeente in het Franse departement Pas-de-Calais (regio Hauts-de-France) en telt 505 inwoners (1999). De plaats maakt deel uit van het arrondissement Béthune.

## Geografie
De oppervlakte van Ligny-lès-Aire bedraagt 8,1 km², de bevolkingsdichtheid is 62,3 inwoners per km².
De onderstaande kaart toont de ligging van Ligny-lès-Aire met de belangrijkste infrastructuur en aangrenzende gemeenten.

## Demografie
Onderstaande figuur toont het verloop van het inwonertal (bron: INSEE-tellingen).